# Dienstmarke
Eine Dienstmarke ist eine Briefmarke, die ausschließlich von Behörden, Dienststellen oder Ämtern zum Frankieren von Postsendungen der Dienstpost verwendet wird. Dienstmarken werden daher nicht am Postschalter verkauft und sind auch nicht für den privaten bzw. geschäftlichen Postverkehr zugelassen. Ein Diebstahl oder Missbrauch von Dienstmarken, also Vermögensdelikte, kommen daher praktisch nicht vor.

## Geschichte
Die ersten Dienstmarken sollten 1840 in Großbritannien gleichzeitig mit der One Penny Black ausgegeben werden, gelangten jedoch nie in Umlauf. Die Marke entsprach der One Penny Black mit einem einzigen Unterschied, sie trug die Buchstaben V und R (für Victoria Regina) in den oberen Ecken. Von den 3323 gedruckten Bogen wurden alle bis auf 21 Bogen im Januar 1843 verbrannt.

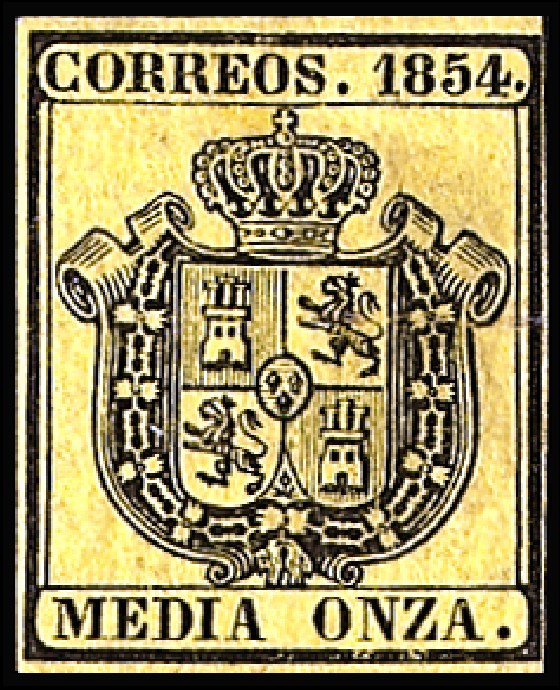
Erste Dienstmarke aus Spanien

Die ersten Dienstmarken, die tatsächlich verwendet wurden, kamen in Spanien im Juli 1854 zur Ausgabe. Es handelte sich um Marken mit einem schwarzen Staatswappen, gedruckt auf farbiges Papier. Sie trugen am unteren Bildrand Gewichtsangaben des zur Beförderung maximal zugelassenen Briefgewichtes.
Im 19. und frühen 20. Jahrhundert wurden Dienstmarken nahezu weltweit verwendet. Oft wurden Dienstmarken durch Aufdruck aus Freimarken herstellt. Typische Aufdrucke sind OFFICIAL, O.H.M.S. (On Her/His Majesty's Service), OFFENTLIK SAK (Norwegen) oder TJENESTE (Dänemark).
In Deutschland wurden die ersten allgemeinen Dienstmarken im Jahre 1920 ausgegeben. Sie wurden jedoch nach dem Zweiten Weltkrieg wieder abgeschafft (siehe auch: Dienstmarken (Deutsches Reich)). Eigenständige Dienstmarken gab es in Bayern (1908 bis 1920), Württemberg (1875 bis 1920), dem Norddeutschen Bund (1870 bis 1871) sowie in der Freien Stadt Danzig (1921 bis 1927).
In der Bundesrepublik gab es keine Dienstmarken mehr. In der DDR mussten Sendungen staatlicher Organe, Verwaltungen und Betriebe ab dem 15. August 1954 mit Dienstmarken frankiert werden.
In Österreich findet man Dienstmarken nur zur Zeit des Anschlusses von 1938 bis 1945.
Die Schweiz verausgabte ebenfalls eigene Dienstmarken von 1910 bis 1962, diese hatten eine Gültigkeit bis zum 30. September 1969. In Liechtenstein wurden zwischen 1921 und 1989 Dienstmarken ausgegeben, diese waren bis zum 31. Dezember 1994 gültig.
Ab dem 23. August 1945 gab es auch in der Tschechoslowakei Dienstmarken, die allerdings nur auf dem Gebiet der Slowakei bis zum 30. Juni 1948 verwendet wurden.
In Ungarn gab es ab dem 23. Juni 1921 Dienstmarken, die Gültigkeit endete spätestens am 31. Januar 1925.

## Weitere Dienstmarkenarten

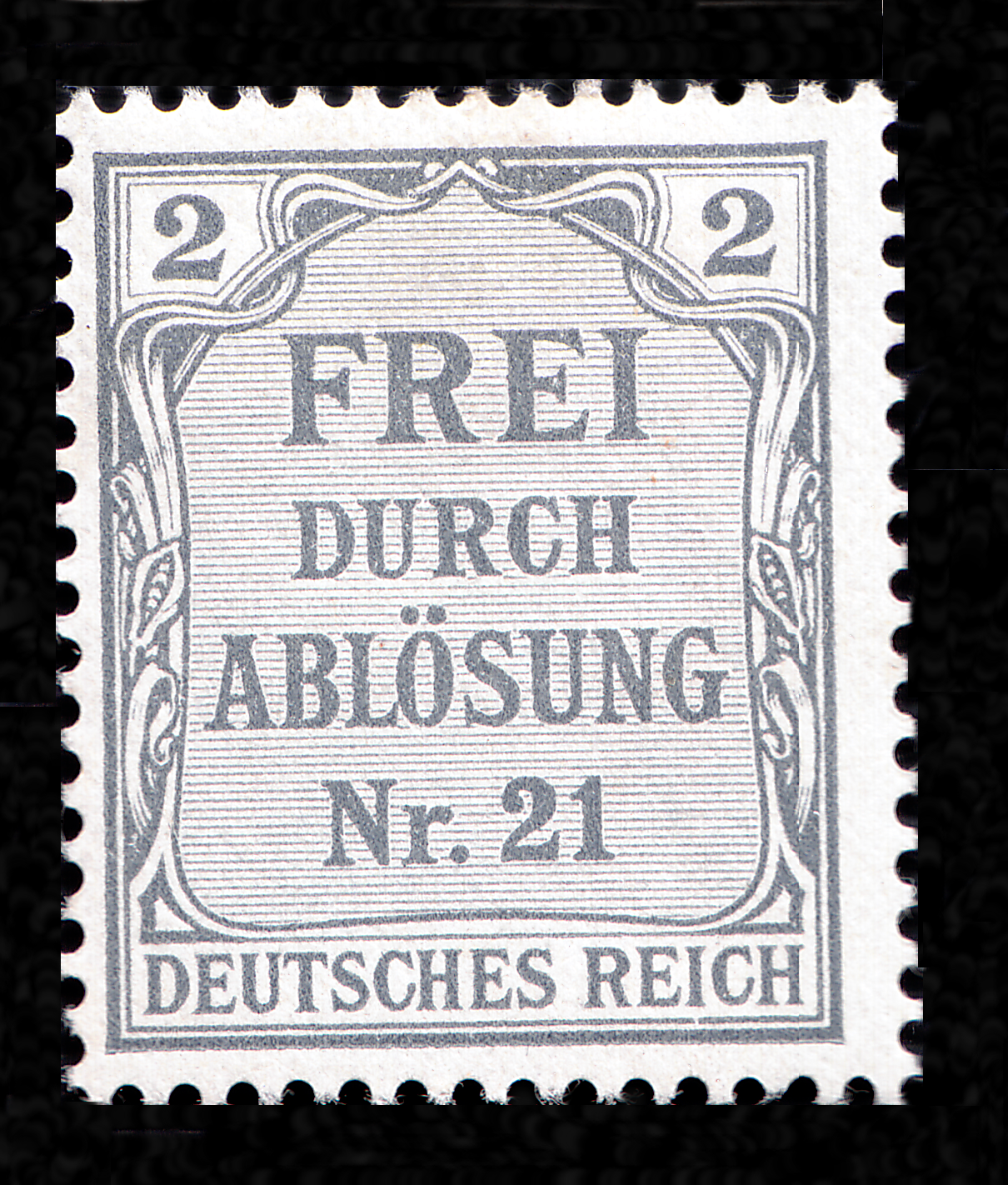
Dienstzählmarke für Preußen 1903

Besondere Formen von Dienstmarken sind Dienstzählmarken, die ab 1. Januar 1903 für 12 Monate im Land Preußen ausgegeben wurden. Die Länder des Deutschen Kaiserreichs hatten mit der Reichspost sogenannte Ablösungsverträge geschlossen, die eine jährliche Abschlagszahlung für die ohne Briefmarken beförderte Dienstpost vorsah. Sowohl die Reichspost, als auch die Länder waren Anfang des 20. Jahrhunderts mit dem Verfahren unzufrieden, da die Reichspost einen Einnahmeverlust und die Länder ein geringeres Postaufkommen, als von der Reichspost geschätzt vermuteten. Zur Feststellung des tatsächlichen Postaufkommens, wurden ab 1. Januar 1903 alle dienstlichen Postsendungen in Preußen mit speziellen Dienstmarken im Germania-Rahmen, mit der Inschrift FREI DURCH ABLÖSUNG Nr. 21 gekennzeichnet. Das Verfahren wurde 1905 für das Land Baden wiederholt. Das Ergebnis der Zählung ergab ein viel geringeres Aufkommen an Dienstpost, als von der Reichspost angenommen und eine entsprechende Reduzierung der Abschlagszahlungen.
1963 wurde ein ähnliches Verfahren mit speziellen Dienstzählmarken auch in Thailand durchgeführt.
Dienst-Paketmarken wurden von 1882 bis 1902 in Großbritannien verwendet. Hierzu wurden 17 Freimarken der damals gängigen Serie mit einem zweizeiligen Aufdruck GOVT. PARCELS versehen.
Als Kurierdienstmarken werden die Marken des von 1956 bis 1965 in der DDR tätigen Zentralen Kurierdienstes bezeichnet.